# ألفونسو مكاولي
ألفونسو مكاولي (بالإنجليزية: Alphonso McAuley)‏ هو ممثل أمريكي، ولد في 21 أبريل 1984 بنيو هيفن في الولايات المتحدة.

## أعمال

### أفلام
- (2006) طريق المجد
- (2008) جزيرة نيم[3]

### مسلسلات
- المديرة

## وصلات خارجية
- ألفونسو مكاولي على موقع IMDb (الإنجليزية)
- ألفونسو مكاولي على موقع قاعدة بيانات الفيلم (الإنجليزية)